# Пурдошки
Пурдо́шки — село в Темниковском районе Республики Мордовия. Административный центр Пурдошанского сельского поселения.
В селе сельхозпредприятие «Светлый путь», ремонтно-строительный участок, передвижная механизированная колонна треста «Мордовмелиорация», контора Пурдошанского лесничества. В Пурдошках есть средняя общеобразовательная и музыкальная школы, хлебозавод, маслозавод, несколько магазинов, больница, Дом культуры, Дом быта, аэродром.

## Топоним
Слово "Пурдош" прямым образом относится к народу "Буртас".

## История
До революции село входило Краснослободский уезд Пензенской губернии. Во имя св. ап. Петра и Павла (Петропавловская) церковь. Население русское, ок. 1200 чел. Село Пурдошки, сложившееся в конце XVI — нач. XVII в. из трех поселений (русского села Пурдошки, мордовской деревни Малое Пурдышково, русской деревни Исей-Гильдеев Починок), известно в истории тем, что при этом селе возник первый в мордовском крае монастырь — мужской Рождество-Богородицкий (1591—1764). При мужском монастыре состояла женская богадельня, превратившаяся со временем в женский Починковский монастырь (упразднен в XVIII в.) Население в конце XIX века — 5100 чел. Пурдошки имели большое значение для развития местной культуры и экономики (Пурдошевская пристань на протяжении 150 лет была важнейшей перевалочной товарной базой Среднего Примокшанья, пользовалась широкой известностью Пурдошевская оптовая ярмарка). За 400 лет своей истории село знало шесть храмов, в том числе четыре монастырских. Последние по времени возведения были приходская каменная Рождество-Богородицкая церковь с Никольским и Савво-Сторожевским приделами (1796) и кладбищенская каменная Успенская с Петропавловским приделом (1820). В приход входили, кроме села, д. Старые Шалы, Новые Шалы, Мордовское Корино. Рождество-Богородицкая церковь погибла в XX в. Успенская (кладбищенская) уцелела и в настоящее время, по мере возможности, восстанавливается приходом. Заново освящена как Петропавловская, а её зимний придел был освящен в честь Рождества Богородицы, в память о разрушенном соборном храме.
Расположено на левом берегу Мокши, в 30 км от районного центра и 73 км от железнодорожной станции Торбеево Куйбышевской железной дороги. Название-антропоним: от дохристианского мордовского имени Пурдош (Пурдыш). В конце XVI века существовала слобода Пурдошки, здесь был построен Пурдошанский монастырь. В «Списке населённых мест Пензенской губернии» (1869) Пурдошки — село казённое из 499 дворов Краснослободского уезда. По данным 1914 г., в Пурдошках было 723 двора; в 1931 г. — 888 дворов (4344 чел.). В 1930-е гг. был создан колхоз «Светлый путь», с 1997 г. — СХПК. В 1937—1963 годах Пурдошки были центром Пурдошанского района.
Функционирует животноводческий комплекс по выращиванию племенных тёлок для хозяйств района. В современном селе — хлебозавод, маслозавод, ремонтно-строительный участок, ПМК ОАО «Мордовагровод», контора лесничества, аэродром; средняя и музыкальная школы, 2 библиотеки — для взрослых и детей, Дом культуры, столовая, несколько магазинов, больница, Дом быта; памятник-обелиск воинам, погибшим в годы Великой Отечественной войны; Рождество-Богородицкая церковь (XIX в.). Пурдошки — родина капитана теплохода «Чапаев» А. И. Чиркова, погибшего в Великой Отечественной войне (его именем назван теплоход Черноморского флота), журналиста, партийного руководителя М. Н. Олухова, начальника Управления федерального казначейства Министерства финансов РФ по Республике Мордовия В. И. Кедрова, председателя ГТРК «Мордовия» С. Н. Десяева, директора Всероссийского НИИ племенного дела И. М. Дунина, хирурга В. А. Смирнова. С Пурдошками связаны жизнь и деятельность педагогов Н. П. Нелькиной, М. В. Поверенова, И. С. Сергеева.
В Пурдошанскую сельскую администрацию входят пос. Бочино (62 чел.) и д. Поповка (14 чел.; родина Героя Советского Союза В. И. Чудайкина).

## Население
| 1959 | 2002  | 2010 |
| ---- | ----- | ---- |
| 2525 | ↘1096 | ↘850 |

## Археология
- В 1989 году около села Пурдошки на правом берегу реки Мокши в карьере при добыче щебня в погребении вместе с железным топором и шлемом был обнаружен древнерусский меч типа A-местный, изготовленный в одном из ремесленных центров Киевской Руси в период между 980 и 988 годами[4][5][6].
- Возле Пурдошек находится могильник древней мордвы, значительно разрушенный карьером.